# Карл XIII (Швеция)
Карл XIII, а съгласно норвежката номерация Карл II, е крал на Швеция от 1809 до смъртта си през 1818, а на Норвегия от 1814, когато Швеция присъединява норвежките територии според договора от Киел след Наполеоновите войни.

## Биография
Роден е през 1748 г. в Стокхолм. Син е на Адолф Фредерик, крал на Швеция (1751 – 1771), и Луиза Улрика Пруска. Карл бил близък с брат си Густав III, на когото помога при държавния преврат от 1772 г. и възкачването му на трона на Швеция.
По време на Шведско-руската война (1788 – 1790) Карл е адмирал и под негово командване шведският флот постига известен успех. След убийството на брат си Густав III през 1792 г., Карл става регент, а четири години по-късно се оттегля, когато племенникът му Густав IV Адолф е избран за крал. Срещу новия крал обаче също бил извършен държавен преврат и през 1809 г. на трона е издигнат Карл XIII. Коронацията е на 29 юни 1809 г. в Стокхолм.
Карл XIII е на 60-години и във влошено здравословно състояние, което налага да се търси подходящ наследник. Първоначално е избран датският принц Кристиян Август, който след осиновяването му от краля приема името Карл Август. Само няколко месеца след пристигането си обаче Карл Август умира. За престолонаследник е избран един от генералите на Наполеон, Жан-Батист Бернадот. На 5 ноември 1810 г. Бернадот е осиновен от крал Карл XIII и приема името Карл Йохан. Въпреки че оттогава той ефективно участва в управлението на Швеция, старият крал остава на поста си, макар че състоянието му се влошава всяка година, особено след 1812, и в крайна сметка остава само безмълвен свидетел на правителствените съвети, председателствани от престолонаследника.
Със съюза между Швеция и Норвегия на 4 ноември 1814 Карл става крал на Норвегия под името Карл II Норвежки. След осем години на само номинално царуване, Карл умира без свой наследник на 5 февруари 1818 г. и Бернадот го наследява като Карл XIV Йохан.

## Семейство
От брака си с Хедвиг Елизабет Шарлота фон Холщайн-Готорп, сключен през 1774 г., Карл XIII има две деца, които умират като бебета.
С графиня Аугуста фон Ферзен (Augusta von Fersen) има извънбрачен син Carl Löwenhielm (1772 – 1861)
Осиновени престолонаследници:
- Карл Август, кронпринц на Швеция
- Карл XIV Йохан